# 古罗马军事史
古罗马的历史往往与其军事史密不可分，而其军事史又与其政治体系密切相关。每年，共和国都将选出两名执政官以行政府职权，而从共和国的前期至中期，执政官们还被委以一支军队（执政官下辖军队）的指挥权，并被派往特定地区进行征伐。
从盖乌斯·马略和苏拉时代开始，相比于为整个罗马效力，罗马军队更倾向于效忠各地的军事指挥官。对军队的控制权也开始与政客们的政治野心结合在一起，这也促成了共和国末期的三头政治以及紧随其后的大规模内战，并最终导致共和国的倾覆。在帝国时代的罗马，军队支持或发起的篡位事件层出不穷，更是引发了三世纪危机，并在某种意义上为晚期西部帝国的最终灭亡埋下了伏笔。

## 罗马军事战役史
在古罗马存续的约13个世纪中，罗马史与其军事史是紧密联系的。从其对亚平宁半岛的逐步征服直至大迁徙时代与匈人及各日耳曼民族间的数次冲突，古罗马军事行动的大部分资料主要来源于古典作家对于罗马军队陆上作战的全方位描述；罗马的军事战役主要集中于陆战。在第一次布匿战争之后，罗马基本上获得了地中海的制海权，因此海战在罗马军事史上的重要性通常不及陆战。
在称霸意大利半岛之前，罗马人与其邻邦不断发生冲突，首先是其周围的拉丁人、萨莫奈人等原生意大利民族，而后是北方强大的伊特鲁里亚文明。此后，通过对北非、高卢、不列颠以及小亚细亚和埃及等地区的征服，罗马逐步将地中海纳为其内海。

## 罗马军事组织史
在罗马军事组织中，位于最高一级的是罗马陆军和罗马海军。在这一框架之内，随着时间的迁移，军事组织的实际形式经历了很大的改变。

## 罗马军事科技史
从原始的棒槌和石子直至罗马军团标志性的扭力弩炮以及五桨座战船。

## 罗马军事政治史
从国家层面到将军个人层面。